# Ubaldo Lopardi
Ubaldo Lopardi (L'Aquila, 25 novembre 1913 – L'Aquila, 24 luglio 1980) è stato un politico italiano.

## Biografia
Detto Baldino, si laureò in Giurisprudenza, partecipó attivamente alla resistenza partigiana, nel dopoguerra si dedicò all'attività politica. Entrò in parlamento con il gruppo del Partito Socialista Democratico Italiano (e poi del Partito Socialista Italiano), diventando deputato della prima (1948-1953) e della seconda Legislatura (1953-1958). Successivamente è senatore dal febbraio al giugno 1968 subentrando in sostituzione del defunto Giuseppe Borrelli, nei mesi conclusivi della quarta Legislatura .
Nel 1975, con la perdita di voti della DC e grazie all'avallo del sindaco uscente Tullio De Rubeis in una sorta di anticipazione di quello che si realizzò su scala nazionale con il compromesso storico, fu inoltre eletto sindaco dell'Aquila, formando il primo governo di sinistra della città, con il Partito Comunista Italiano in giunta, ricoprì la carica sino alla morte, avvenuta improvvisamente nel 1980.
Da sempre amante dello sport, è stato il più longevo presidente dell'Associazione Sportiva L'Aquila essendo stato a guida del club per nove anni, seppur non consecutivi (tra il 1948 e il 1952 e poi tra il 1964 e il 1969).
È figlio del senatore Emidio Lopardi.